# Kibera
Kibera (en nubi: «bosc» o «jungla») és un assentament informal als suburbis de Nairobi la capital de Kenya, que constitueix el major barri de barraques del país amb més d'1 milió d'habitants. El districte es divideix en diversos barris, com Kianda, Soweto East, Gatwekera, Kisumu Ndogo, Lindi, Laini Saba, Siranga, Makina, Salama, Ayany i Mashimoni.

## Història
La ciutat de Nairobi va ser fundada el 1899 quan es va construir la línia de ferrocarril d'Uganda. Els primers assentaments a Kibera es remunten a l'any 1912, quan el govern colonial britànic va instal·lar-hi els soldats sudanesos que havien pertangut als King's African Rifles en un territori que més tard seria anomenat Kibera.
El govern britànic va fer de Kibera una reserva militar i la va establir oficialment com a terra de residència per als soldats i les seves famílies a partir de 1918. En aquella època, Kibera era un lloc arbrat de 4.000 hectàrees i comptava ben just amb 600 habitants.
El 1928, l'exèrcit britànic va decidir transferir l'administració de Kibera al Consell Municipal. Els drets de propietat existents van ser retirats als habitants, sol·licitant-los la presentació de proves segons un procediment llarg i fatigós. Els sudanesos van ser declarats tenants of the Crown, fet que significava que el govern podia en qualsevol moment acabar amb el seu estatus de propietaris. Tota estructura construïda a Kibera corria el risc de ser destruïda en cas que l'estat decidís construir un projecte habitacional al mateix lloc.
Tot i això, la ciutat continuava eixamplant-se, passant de 6.000 habitants el 1965 a 62.000 el 1980, després 248.360 el 1992 i finalment 500.000 el 1998, amb una densitat de més de 2.000 persones per hectàrea.